# Pisagua Hill
Pisagua Hill är en kulle i Antarktis. Den ligger i Sydshetlandsöarna. Argentina, Chile och Storbritannien gör anspråk på området.
Terrängen runt Pisagua Hill är kuperad åt sydost, men åt nordväst är den platt. Havet är nära Pisagua Hill västerut. Trakten är glest befolkad. Närmaste befolkade plats är Gabriel de Castilla Spanish Antarctic Station, 4,7 kilometer söder om Pisagua Hill. 